# Air Duren
Air Duren is een bestuurslaag in het regentschap Banka van de provincie Bangka-Belitung, Indonesië. Air Duren telt 3205 inwoners (volkstelling 2010).